# Ci sei sempre stata
Ci sei sempre stata è un brano musicale scritto ed interpretato da Luciano Ligabue, estratto come quarto singolo dall'album Arrivederci, mostro!. Il brano è stato prodotto da Corrado Rustici ed è stata resa disponibile per l'airplay radiofonico e il download digitale il 26 novembre 2010.
Il video musicale prodotto per Ci sei sempre stata è stato girato interamente in Islanda ed è stato reso disponibile il 10 dicembre sul canale YouTube dell'etichetta discografica Warner Bros. Records. Regista del video è Marco Salom
Il video ha come protagonisti due giovanissimi attori islandesi: Sigrún Eva Jónsdóttir e Svavar Helgi Ernuson.

## Tracce
1. Ci sei sempre stata – 4:58